# Список прамов Российского императорского флота

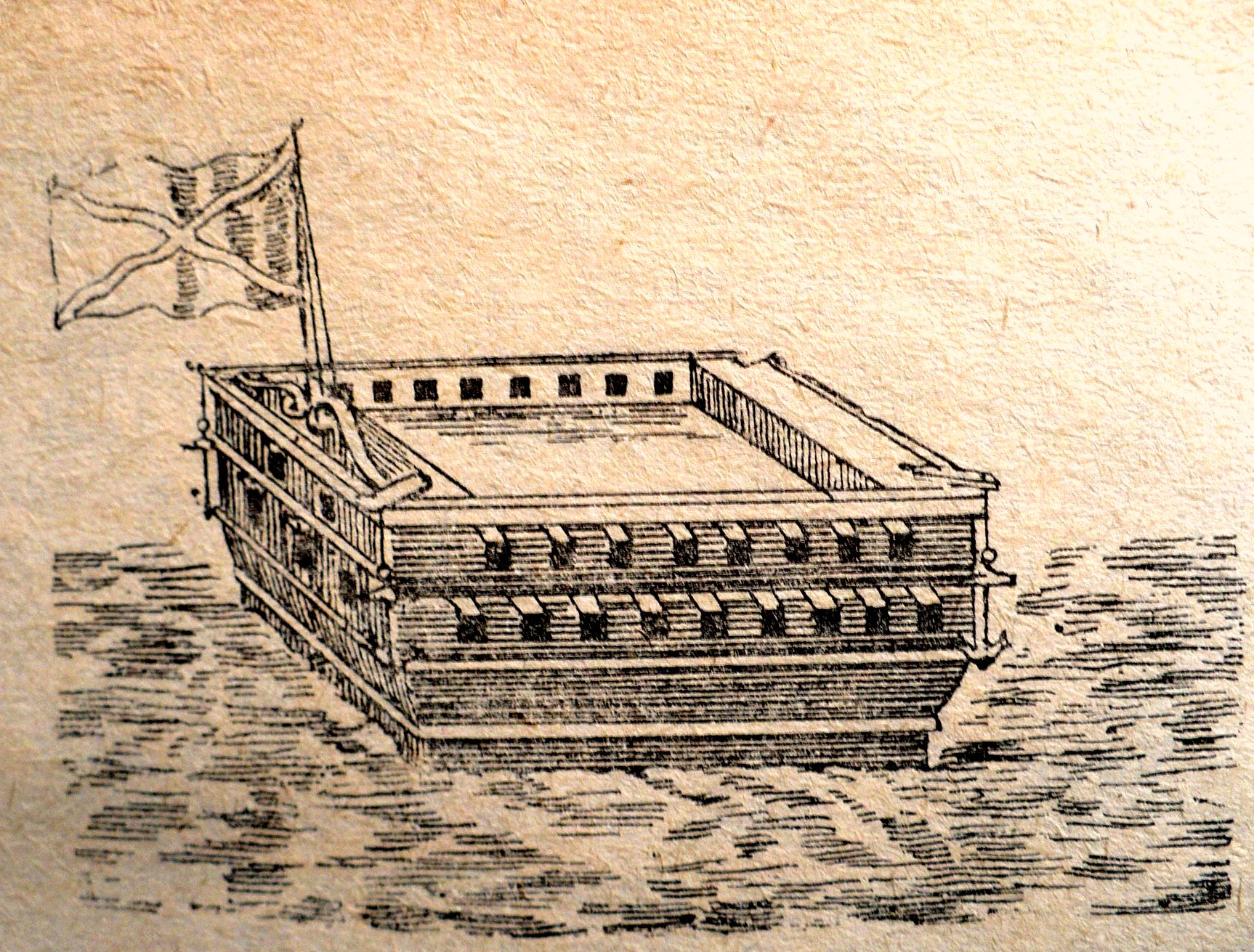
44-пушечный прам, построенный на судовой верфи города Таврова

В список включены все прамы и полупрамы (от нидерл. praam — плоскодонное судно и дат. pram — баржа), крупные плоскодонные артиллерийские парусно-гребные судна, состоявшие на вооружении Российского императорского флота.
В Российском флоте суда данного типа впервые появились XVIII веке, в первые годы Северной войны и в небольшом количестве использовались прослужили до конца XVIII века, пока в 1790-х годах не были заменены на более манёвренные плавучие батареи Представляли собой плоскодонные парусно-гребные суда с мощной артиллерией, располагавшейся в одном или двух деках и использовавшиеся для действий против приморских крепостей, береговых укреплений, для обороны дельт рек и российского побережья от действий неприятельского флота, а в отдельных случаях могли использоваться даже в открытом морском бою.
Конструктивно российские прамы, как и в других флотах миро, сильно различались между собой как формой корпуса, так и устройством рангоута и парусности, и фактически не составляли единого класса. Часть прамов фактически представляли собой плоскодонные фрегаты с хорошо развитым рангоутом и при хорошей погоде способные вести даже открытый морской бой. Другая часть прамов строилась как неуклюжие плавучие артиллерийские батареи, с элементарным рангоутом или даже вовсе без него. Последние отличались плохой манёвренностью и практически не могли двигаться без помощи буксира. Российский историк В. Ф. Головачёв в своих книгах «Действия русского флота во время войны России со Швецией в 1788—1790 годах» 1870 и 1871 годов так описывает суда этой конструкции:

Это были плоскодонные четыреугольные ящики, имевшие иногда на своей двух-ярусной батарее до 40 орудий. Единственный случай их содействия в наступательной войне состоял в том, что два из них, доведенные в 1757 году, с великим для них риском и большими хлопотами до Мемеля, участвовали в его бомбардировании. Во всех других случаях они исправляли должность судов демонстративных и во все времена были знамениты своей неповоротливостью.— Головачев В. Ф.

Прам же не был готов, да и готовый едва ли он был для кого опасен. Перестановка и повороты этих неуклюжих судов доставляли почти столько же хлопот, как и повороты кораблей, поставленных на камели; а перебитые их канаты и перлиня во время сражения, даже при умеренном ветре, ставили их в безвыходное положение.— Головачев В. Ф.

Прамы — четырёхугольные неуклюжие ящики, имевшие двухъярусную батарею и до 40 орудий большого калибра. Но они были знамениты своей неповоротливостью и даже во время малого ветра могли следовать не иначе, как на буксире.— Головачев В. Ф.
Длина российских прамов достигала 35 метров, ширина — 11 метров, а осадка — трёх метров, также к концу XVIII века для Балтийского флота было построено несколько полупрамов, отличавшихся вдвое меньшей осадкой при той же длине и ширине. Вооружались прамы в большинстве случаев крупнокалиберной артиллерией, такой как пушки большого калибра, гаубицы или мортиры.

## Легенда
Список судов разбит на разделы по флотам и флотилиям, внутри разделов суда представлены в порядке очерёдности включения их в состав флота, в рамках одного года — по алфавиту. Ссылки на источники информации для каждой строки таблиц списка и комментариев, приведённых к соответствующим строкам, сгруппированы и располагаются в столбце Примечания.
- Наименование — имя судна.
- Количество орудий — количество артиллерийских орудий, установленных на судне.
- Размер — длина и ширина судна в метрах.
- Осадка — осадка судна (глубина погружения в воду) в метрах.
- Верфь — верфь постройки судна.
- Корабельный мастер — фамилия мастера, построившего или руководившего постройкой судна.
- Год включения в состав флота — для судов, построенных в России, указывается год их спуска на воду, для трофейных судов — год взятия в плен.
- Дата вывода из состава флота — дата завершения службы в составе флота.
- История службы — основные даты, места и события.
- н/д — нет данных.

Сортировка может проводиться по любому из выбранных столбцов таблиц, кроме столбцов История службы и Примечания.

## Прамы Балтийского флота
Для нужд Балтийского флота России с 1706 по 1788 год было построено 18 прамов, также использовался ряд прамов, переоборудованных из других типов судов.
| Наименование        | Ор.                                                    | Размер                                                 | Ос.                                                    | Верфь                              | Мастер            | Ввод | Вывод          | История службы | Прим.                              |
| ------------------- | ------------------------------------------------------ | ------------------------------------------------------ | ------------------------------------------------------ | ---------------------------------- | ----------------- | ---- | -------------- | --- | ---------------------------------- |
| Arcke des Verbondes | 16/18                                                  | 24,4 х 7,9                                             | 1,8                                                    | Санкт-Петербургское адмиралтейство | В. Геренс         | 1706 | 1710           | Принимали участие в Северной войне. С апреля по октябрь 1707 года в составе флота выходили к острову Котлин. В 1710 году оба прама были разобраны в Кроншлоте. | [ 10 ] [ 11 ] [ 12 ] [ 13 ]        |
| Arkanne             | 18                                                     | 24,4 х 7,9                                             | 1,8                                                    | Санкт-Петербургское адмиралтейство | В. Геренс         | 1706 | 1710           | Принимали участие в Северной войне. С апреля по октябрь 1707 года в составе флота выходили к острову Котлин. В 1710 году оба прама были разобраны в Кроншлоте. | [ 10 ] [ 11 ] [ 12 ] [ 14 ]        |
| Буйвол              | 17/18                                                  | Сведений о размерах прамов не сохранилось              | Сведений о размерах прамов не сохранилось              | Санкт-Петербургское адмиралтейство | В. Шленграф       | 1710 | 1719           | Принимал участие в Северной войне. С 1714 по 1718 год в каждой кампании находился на Ревельском рейде, а зимовал в Гельсингфорсе. В 1719 году прам был разобран в Ревеле. | [ 10 ] [ 11 ] [ 12 ] [ 15 ]        |
| Бык                 | 18/24                                                  | Сведений о размерах прамов не сохранилось              | Сведений о размерах прамов не сохранилось              | Санкт-Петербургское адмиралтейство | В. Шленграф       | 1710 | 1721           | Принимал участие в Северной войне. В 1714 году перешёл из Санкт-Петербурга в Ревель для обороны базы флота, где и был разобран в 1721 году. | [ 10 ] [ 11 ] [ 12 ] [ 15 ]        |
| Дикий Бык           | 18/24                                                  | 36,6 х 10,7                                            | 3,1                                                    | Санкт-Петербургское адмиралтейство | Ф. М. Скляев      | 1713 | не сохранилось | Принимал участие в Северной войне. С 1714 по 1719 год в каждой кампании находился на Ревельском рейде, а зимовал в Гельсингфорсе. | [ 12 ] [ 16 ] [ 11 ]               |
| Думкрат             | 18/38                                                  | 36,6 х 10,7                                            | 3,1                                                    | Санкт-Петербургское адмиралтейство | Ф. М. Скляев      | 1713 | не сохранилось | Сведений об участии судна в боевых действиях не сохранилось. | [ 10 ] [ 11 ] [ 12 ]               |
| Медведь             | 18                                                     | 36,6 х 10,7                                            | 3,1                                                    | Санкт-Петербургское адмиралтейство | Ф. М. Скляев      | 1713 | не сохранилось | Принимал участие в Северной войне. С 1714 по 1719 год в каждой кампании находился на Ревельском рейде, а зимовал в Гельсингфорсе. | [ 10 ] [ 11 ] [ 12 ]               |
| Олифант             | 36/40                                                  | 35,4 х 10,7                                            | 1,9                                                    | Санкт-Петербургское адмиралтейство | Ф. М. Скляев      | 1718 | 1724           | Принимал участие в Северной войне. В 1718 году переведён из Кронштадта в Гельсингфорс, а в апреле следующего года в Ревель. С июня 1719 года действовал в составе гребного флота в шхерах, а на зимовку уходил в Гельсингфорс. С 1720 года находился в Ревеле, в море не выходил, а в 1724 году был разобран. | [ 12 ] [ 17 ] [ 18 ]               |
| Дикий Бык           | Сведений о размерах и вооружении прамов не сохранилось | Сведений о размерах и вооружении прамов не сохранилось | Сведений о размерах и вооружении прамов не сохранилось | Олонецкая верфь                    | В. Фогель         | 1727 | 1739           | С 1728 по 1738 год находились в Кронштадте и не выходили в море, а около 1739 года оба прама были разобраны. | [ 12 ] [ 19 ] [ 20 ]               |
| Медведь             | Сведений о размерах и вооружении прамов не сохранилось | Сведений о размерах и вооружении прамов не сохранилось | Сведений о размерах и вооружении прамов не сохранилось | Олонецкая верфь                    | В. Фогель         | 1727 | 1739           | С 1728 по 1738 год находились в Кронштадте и не выходили в море, а около 1739 года оба прама были разобраны. | [ 12 ] [ 19 ] [ 20 ]               |
| Олифант             | 24                                                     | 35,2 x 10,4                                            | 2,9                                                    | Санкт-Петербургское адмиралтейство | Д. Сютерланд      | 1740 | 1750           | Принимал участие русско-шведской войне 1741—1743 годов. В 1741 году использовался для обороны острова Котлин, в 1742 году — для практических плаваний в шхерах и крейсерских плаваний. С 27 сентября (8 октября) 1742 года стоял на зимовке в Гельсингфорсе. С апреля по август 1743 году находился в составе гребного флота в аландских шхерах, в составе отряда капитана 1-го ранга И. И. Кайсарова принимал участие в сражении у острова Корпо. В августе прам перешёл в Ревель, а в июне следующего года — в Кронштадт, где после 1750 года был разобран. | [ 20 ] [ 21 ] [ 22 ] [ 23 ]        |
| Дикий бык           | 24                                                     | 35,2 x 10,4                                            | 2,9                                                    | Санкт-Петербургское адмиралтейство | Д. Сютерланд      | 1740 | 1755           | Принимал участие русско-шведской войне 1741—1743 годов. В 1741 году использовался для обороны острова Котлин, в 1742 году — для практических плаваний в шхерах и крейсерских плаваний. С 27 сентября (8 октября) 1742 года стоял на зимовке в Гельсингфорсе. С апреля по август 1743 году находился в составе гребного флота в аландских шхерах, в составе отряда капитана 1-го ранга И. И. Кайсарова принимал участие в сражении у острова Корпо. В августе прам перешёл в Ревель, а в июне следующего года — в Кронштадт, где в 1755 году был разобран. | [ 21 ] [ 22 ] [ 23 ]               |
| Олифант             | 26/36                                                  | 35,2 x 10,9                                            | 3                                                      | Санкт-Петербургское адмиралтейство | Д. Сютерланд      | 1752 | 1765           | Принимал участие в Семилетней войне. Участвовал в боевых действиях у Мемеля, в том числе в бомбардировке укреплений крепости. По пути из Кронштадта к Мемелю 9 (20) мая и на обратном пути 9 (20) и 10 (21) сентября 1757 года выдерживал сильные шторма. 13 (24) октября вошел в лед на подходах к Котлину и вместе со льдом 17 (28) октября был выброшен на отмель. В 1758 году был снят с отмели и приведен в Кронштадт. Зимой 1759—1760 годов подвергся тимберовке в канале Петра Великого. С 1761 по 1765 год находился в Кронштадте, где и был разобран. | [ 20 ] [ 22 ] [ 24 ] [ 25 ] [ 26 ] |
| Дикий бык           | 36                                                     | 35,2 x 10,9                                            | 3                                                      | Олонецкая верфь                    | П. Г. Качалов     | 1754 | 1767           | Принимал участие в Семилетней войне. Участвовал в боевых действиях у Мемеля, в том числе в бомбардировке укреплений крепости. По пути из Кронштадта к Мемелю 9 (20) мая и на обратном пути 9 (20) и 10 (21) сентября 1757 года выдерживал сильные шторма. С 1759 по 1767 год находился в Кронштадте, в 1763 году выходил на Северный фарватер для обороны Котлина. В 1767 году разобран. | [ 20 ] [ 22 ] [ 27 ] [ 25 ]        |
| Олифант             | 36                                                     | 35,2 x 10,9                                            | 3                                                      | Санкт-Петербургское адмиралтейство | В. А. Селянинов   | 1758 | 1768           | С 1759 по 1767 год находился в Кронштадте, а в 1768 году был переоборудован в машину для подъёма затонувших корабельных днищ. | [ 20 ] [ 22 ] [ 27 ]               |
| Олифант             | 36                                                     | 35,2 x 10,9                                            | 3                                                      | Сердобольская верфь                | Климов и Скуваров | 1776 | 1785           | С 1776 по 1784 год находился в Кронштадте, а в 1785 был разобран. | [ 20 ] [ 22 ] [ 27 ]               |
| Сердоболь           | 36                                                     | 35,2 x 10,9                                            | 3                                                      | Сердобольская верфь                | Климов и Скуваров | 1776 | 1785           | В 1778 году выходил к Красной Горке в составе эскадры для обучения экипажа. В 1777 году и с 1779 по 1784 год находился в Кронштадте, где и был разобран в 1785 году. | [ 20 ] [ 22 ] [ 27 ]               |
| Гремящий            | 38                                                     | 36,6 x 10,7                                            | 2,9                                                    | Галерная верфь                     | С. Дуракин        | 1786 | 1805           | Принимал участие в русско-шведской войне 1788—1790 годов. В 1788 году совершал плавания в составе гребной эскадры между Кронштадтом и Транзундом. С мая 1789 года находился на Кронштадтском рейде в составе Резервной эскадры, 20 (31) июля 1789 года в составе отряда вышел из Кронштадта в направлении острова Аспэ, но из-за противных ветров отстал от отряда и зашел в Выборгский залив, из которого в конце августа ушёл в Роченсальм. Зиму 1789—1790 годов прам провёл в Выборге. В 1790 году совершал плавания к Транзунду, Роченсальму и Фридрихсгаму. 3 (14) июня 1790 года принимал участие в обстреле шведских судов. С 26 августа (6 сентября) находился в Кронштадте, где и был разобран. | [ 22 ] [ 28 ] [ 29 ]               |
| Лев                 | 38                                                     | 36,6 x 10,7                                            | 2,9                                                    | Лодейнопольская верфь              | Рогачев           | 1788 | 1805           | Принимал участие в русско-шведской войне 1788—1790 годов. С мая 1790 года занимал позицию на Северном фарватере Кронштадта для защиты Сестрорецка, в июне совершил плавание от Кронштадта к Биорке-зунду в составе эскадры вице-адмирала принца К. Нассау-Зигена. Принимал участие в сражении у Биорке-зунде. После отстал от эскадры и ушёл к Роченсальму, а затем к Фридрихсгаму. С 26 августа (6 сентября) 1790 года находился в Кронштадте, в том числе с мая по август следующего года стоял на Кронштадтском рейде. Был разобран в Кронштадте. | [ 22 ] [ 28 ] [ 30 ]               |

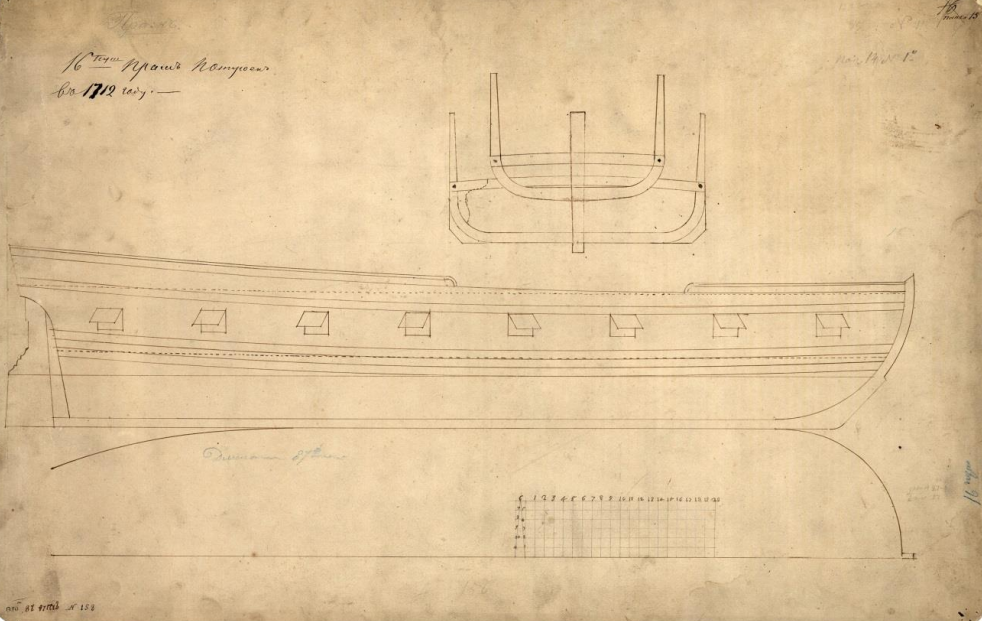
Чертеж прама «Дикий Бык» постройки 1713 года
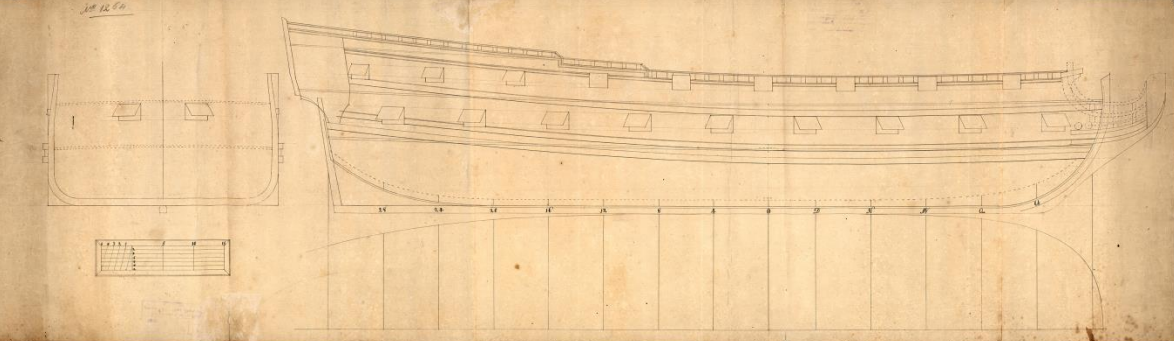
Чертеж прама «Олифант» постройки 1740 года
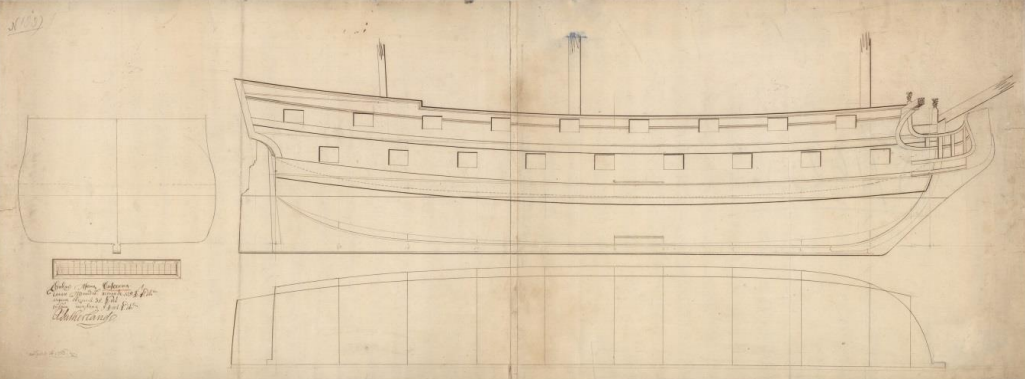
Чертеж прама «Олифант» постройки 1752 года

## Прамы Азовской и Донской флотилий
8 (19) апреля 1723 года Петром I был подписан указ о строительстве в Таврове судов для будущего флота, предназначавшегося для борьбы за выход в Чёрное море. Согласно приказу в том же году были заложены 9 больших 44-пушечных двухдечных и 6 малых 8-пушечных однодечных прамов. После подписания в Константинополе 12 (23) июня 1724 года русско-турецкого договора, разграничивающего владения России и Турции, 1 (12) октября 1724 года был издан указ о прекращении работ по строительству судов. В результате чего прамы были оставлены недостроенными на стапелях. При подготовке к новой войне с Турцией в 27 июня (8 июля) 1735 года был издан указ императрицы Анны Иоанновны о достройке, спуску на воду и подготовке судов, построенных в Таврове. Тавровские прамы принимали участие во взятии Азова, однако в 1737 году оказались «гнилы и не способны к плаванию» и в следующем году были разобраны. В том же году взамен пришедших в негодность на Икорецкой верфи были заложены пять 44-пушечных прамов типа «Гектор». Однако после заключения Белградского мирного договора и упразднения флотилии российских судов на Дону строительство этих прамов было приостановлено. Достройка и спуск их на воду проводились уже корабельным мастером С. И. Афанасьевым после начала русско-турецкой войны 1768—1774 годов.
| Наименование      | Ор. | Размер                                    | Ос.                                       | Верфь            | Мастер          | Ввод | Вывод | История службы | Прим.                       |
| ----------------- | --- | ----------------------------------------- | ----------------------------------------- | ---------------- | --------------- | ---- | ----- | --- | --------------------------- |
| Близко не подходи | 44  | Сведений о размерах прамов не сохранилось | Сведений о размерах прамов не сохранилось | Тавровская верфь | не сохранилось  | 1735 | 1738  | Принимали участие в русско-турецкой войне 1735—1739 годов. Использовались при штурме Азова, в том числе вели бомбардировку укреплений крепости вплоть до её капитуляции. С ноября 1736 года встали на зимовку у Азова. В следующем году из-за гнилости корпусов всех прамов и открывшихся в них течей были вытащены на отмель, а в 1738 году разобраны. | [ 33 ] [ 34 ] [ 35 ]        |
| Гром и молния     | 44  | Сведений о размерах прамов не сохранилось | Сведений о размерах прамов не сохранилось | Тавровская верфь | не сохранилось  | 1735 | 1738  | Принимали участие в русско-турецкой войне 1735—1739 годов. Использовались при штурме Азова, в том числе вели бомбардировку укреплений крепости вплоть до её капитуляции. С ноября 1736 года встали на зимовку у Азова. В следующем году из-за гнилости корпусов всех прамов и открывшихся в них течей были вытащены на отмель, а в 1738 году разобраны. | [ 35 ] [ 36 ] [ 37 ] [ 38 ] |
| Дикий бык         | 44  | Сведений о размерах прамов не сохранилось | Сведений о размерах прамов не сохранилось | Тавровская верфь | не сохранилось  | 1735 | 1738  | Принимали участие в русско-турецкой войне 1735—1739 годов. Использовались при штурме Азова, в том числе вели бомбардировку укреплений крепости вплоть до её капитуляции. С ноября 1736 года встали на зимовку у Азова. В следующем году из-за гнилости корпусов всех прамов и открывшихся в них течей были вытащены на отмель, а в 1738 году разобраны. | [ 35 ] [ 36 ] [ 37 ]        |
| Небоязливый       | 44  | Сведений о размерах прамов не сохранилось | Сведений о размерах прамов не сохранилось | Тавровская верфь | не сохранилось  | 1735 | 1738  | Принимали участие в русско-турецкой войне 1735—1739 годов. Использовались при штурме Азова, в том числе вели бомбардировку укреплений крепости вплоть до её капитуляции. С ноября 1736 года встали на зимовку у Азова. В следующем году из-за гнилости корпусов всех прамов и открывшихся в них течей были вытащены на отмель, а в 1738 году разобраны. | [ 35 ] [ 36 ] [ 39 ] [ 40 ] |
| Разгневный        | 44  | Сведений о размерах прамов не сохранилось | Сведений о размерах прамов не сохранилось | Тавровская верфь | не сохранилось  | 1735 | 1738  | Принимали участие в русско-турецкой войне 1735—1739 годов. Использовались при штурме Азова, в том числе вели бомбардировку укреплений крепости вплоть до её капитуляции. С ноября 1736 года встали на зимовку у Азова. В следующем году из-за гнилости корпусов всех прамов и открывшихся в них течей были вытащены на отмель, а в 1738 году разобраны. | [ 35 ] [ 36 ] [ 39 ] [ 41 ] |
| Северный медведь  | 44  | Сведений о размерах прамов не сохранилось | Сведений о размерах прамов не сохранилось | Тавровская верфь | не сохранилось  | 1735 | 1738  | Принимали участие в русско-турецкой войне 1735—1739 годов. Использовались при штурме Азова, в том числе вели бомбардировку укреплений крепости вплоть до её капитуляции. С ноября 1736 года встали на зимовку у Азова. В следующем году из-за гнилости корпусов всех прамов и открывшихся в них течей были вытащены на отмель, а в 1738 году разобраны. | [ 35 ] [ 37 ] [ 42 ] [ 43 ] |
| Сердитый          | 44  | Сведений о размерах прамов не сохранилось | Сведений о размерах прамов не сохранилось | Тавровская верфь | не сохранилось  | 1735 | 1738  | Принимали участие в русско-турецкой войне 1735—1739 годов. Использовались при штурме Азова, в том числе вели бомбардировку укреплений крепости вплоть до её капитуляции. С ноября 1736 года встали на зимовку у Азова. В следующем году из-за гнилости корпусов всех прамов и открывшихся в них течей были вытащены на отмель, а в 1738 году разобраны. | [ 35 ] [ 39 ] [ 42 ] [ 44 ] |
| Спящий лев        | 44  | Сведений о размерах прамов не сохранилось | Сведений о размерах прамов не сохранилось | Тавровская верфь | не сохранилось  | 1735 | 1738  | Принимали участие в русско-турецкой войне 1735—1739 годов. Использовались при штурме Азова, в том числе вели бомбардировку укреплений крепости вплоть до её капитуляции. С ноября 1736 года встали на зимовку у Азова. В следующем году из-за гнилости корпусов всех прамов и открывшихся в них течей были вытащены на отмель, а в 1738 году разобраны. | [ 35 ] [ 37 ] [ 42 ] [ 45 ] |
| Страшный          | 44  | Сведений о размерах прамов не сохранилось | Сведений о размерах прамов не сохранилось | Тавровская верфь | не сохранилось  | 1735 | 1738  | Принимали участие в русско-турецкой войне 1735—1739 годов. Использовались при штурме Азова, в том числе вели бомбардировку укреплений крепости вплоть до её капитуляции. С ноября 1736 года встали на зимовку у Азова. В следующем году из-за гнилости корпусов всех прамов и открывшихся в них течей были вытащены на отмель, а в 1738 году разобраны. | [ 35 ] [ 39 ] [ 42 ] [ 46 ] |
| Блоха             | 8   | 21 x 5,8                                  | 1                                         | Тавровская верфь | не сохранилось  | 1735 | 1738  | Принимали участие в русско-турецкой войне 1735—1739 годов. Использовались при штурме Азова, в том числе, встав ниже крепости, блокировали выход в море. В октябре 1736 года ушли на зимовку к Черкасску, а в апреле следующего года вернулись к Азову. В том же году все шесть прамов были признаны негодным к плаванию из-за проблем с управлением, гнилости корпусов и открывшихся в них сильных течей, а в следующем году пришли в полную негодность и были разобраны. | [ 35 ] [ 39 ] [ 47 ]        |
| Клоп              | 8   | 21 x 5,8                                  | 1                                         | Тавровская верфь | не сохранилось  | 1735 | 1738  | Принимали участие в русско-турецкой войне 1735—1739 годов. Использовались при штурме Азова, в том числе, встав ниже крепости, блокировали выход в море. В октябре 1736 года ушли на зимовку к Черкасску, а в апреле следующего года вернулись к Азову. В том же году все шесть прамов были признаны негодным к плаванию из-за проблем с управлением, гнилости корпусов и открывшихся в них сильных течей, а в следующем году пришли в полную негодность и были разобраны. | [ 39 ] [ 47 ] [ 48 ]        |
| Комар             | 8   | 21 x 5,8                                  | 1                                         | Тавровская верфь | не сохранилось  | 1735 | 1738  | Принимали участие в русско-турецкой войне 1735—1739 годов. Использовались при штурме Азова, в том числе, встав ниже крепости, блокировали выход в море. В октябре 1736 года ушли на зимовку к Черкасску, а в апреле следующего года вернулись к Азову. В том же году все шесть прамов были признаны негодным к плаванию из-за проблем с управлением, гнилости корпусов и открывшихся в них сильных течей, а в следующем году пришли в полную негодность и были разобраны. | [ 35 ] [ 39 ] [ 47 ]        |
| Овот              | 8   | 21 x 5,8                                  | 1                                         | Тавровская верфь | не сохранилось  | 1735 | 1738  | Принимали участие в русско-турецкой войне 1735—1739 годов. Использовались при штурме Азова, в том числе, встав ниже крепости, блокировали выход в море. В октябре 1736 года ушли на зимовку к Черкасску, а в апреле следующего года вернулись к Азову. В том же году все шесть прамов были признаны негодным к плаванию из-за проблем с управлением, гнилости корпусов и открывшихся в них сильных течей, а в следующем году пришли в полную негодность и были разобраны. | [ 39 ] [ 47 ] [ 48 ]        |
| Сверчок           | 8   | 21 x 5,8                                  | 1                                         | Тавровская верфь | не сохранилось  | 1735 | 1738  | Принимали участие в русско-турецкой войне 1735—1739 годов. Использовались при штурме Азова, в том числе, встав ниже крепости, блокировали выход в море. В октябре 1736 года ушли на зимовку к Черкасску, а в апреле следующего года вернулись к Азову. В том же году все шесть прамов были признаны негодным к плаванию из-за проблем с управлением, гнилости корпусов и открывшихся в них сильных течей, а в следующем году пришли в полную негодность и были разобраны. | [ 35 ] [ 39 ] [ 47 ]        |
| Таракан           | 8   | 21 x 5,8                                  | 1                                         | Тавровская верфь | не сохранилось  | 1735 | 1738  | Принимали участие в русско-турецкой войне 1735—1739 годов. Использовались при штурме Азова, в том числе, встав ниже крепости, блокировали выход в море. В октябре 1736 года ушли на зимовку к Черкасску, а в апреле следующего года вернулись к Азову. В том же году все шесть прамов были признаны негодным к плаванию из-за проблем с управлением, гнилости корпусов и открывшихся в них сильных течей, а в следующем году пришли в полную негодность и были разобраны. | [ 35 ] [ 39 ] [ 47 ]        |
| Гектор            | 44  | 32 x 9,5                                  | н/д                                       | Икорецкая ферфь  | С. И. Афанасьев | 1769 | 1771  | Принимали участие в русско-турецкой войне 1768—1774 годов. В 1769 году были переведены в Азов. В 1770 и 1771 годах принимали участие в плаваниях по Дону и у его устьям. После 1771 года все пять прамов были разобран. | [ 39 ] [ 48 ] [ 49 ]        |
| Парис             | 44  | 32 x 9,5                                  | н/д                                       | Икорецкая ферфь  | С. И. Афанасьев | 1769 | 1771  | Принимали участие в русско-турецкой войне 1768—1774 годов. В 1769 году были переведены в Азов. В 1770 и 1771 годах принимали участие в плаваниях по Дону и у его устьям. После 1771 года все пять прамов были разобран. | [ 48 ] [ 49 ] [ 50 ]        |
| Лефеб             | 44  | 32 x 9,5                                  | н/д                                       | Икорецкая ферфь  | С. И. Афанасьев | 1769 | 1771  | Принимали участие в русско-турецкой войне 1768—1774 годов. В 1769 году были переведены в Азов. В 1770 и 1771 годах принимали участие в плаваниях по Дону и у его устьям. После 1771 года все пять прамов были разобран. | [ 48 ] [ 49 ] [ 51 ]        |
| Елень             | 44  | 32 x 9,5                                  | н/д                                       | Икорецкая ферфь  | С. И. Афанасьев | 1769 | 1771  | Принимали участие в русско-турецкой войне 1768—1774 годов. В 1769 году были переведены в Азов. В 1770 и 1771 годах принимали участие в плаваниях по Дону и у его устьям. После 1771 года все пять прамов были разобран. | [ 48 ] [ 49 ] [ 51 ]        |
| Троил             | 44  | 32 x 9,5                                  | н/д                                       | Икорецкая ферфь  | С. И. Афанасьев | 1769 | 1771  | Принимали участие в русско-турецкой войне 1768—1774 годов. В 1769 году были переведены в Азов. В 1770 и 1771 годах принимали участие в плаваниях по Дону и у его устьям. После 1771 года все пять прамов были разобран. | [ 48 ] [ 49 ] [ 51 ]        |

## Прамы Днепровской флотилии
В 1737 году для Днепровской флотилии на Брянской верфи были построены 2 больших 44-пушечных и 3 малых 8-пушечных прама. В том же году малые прамы были отправлены вниз по рекам Десне и Днепру, однако из-за трудных условий плавания на реках к зиме достигли только Самары, большие прамы по тем же причинам были переведены в Киев, где использовались в качестве плавучих батарей. После заключения Белградского мирного договора и упразднения флотилии российских судов на Днепре прамы были разобраны. Сведений о корабельных мастерах, стоивших прамы для Брянской флотилии не сохранилось.
| Наименование         | Ор. | Размер                                    | Ос.                                       | Верфь          | Ввод      | Вывод | История службы | Прим.                       |
| -------------------- | --- | ----------------------------------------- | ----------------------------------------- | -------------- | --------- | ----- | --- | --------------------------- |
| 3 прама без названия | 8   | 18,3 x 6,1                                | н/д                                       | Брянская верфь | 1737      | 1739  | В июне 1737 года были отправлены вниз по Десне и Днепру, однако из-за трудных условий плавания на реках зиме 1737—1738 годов достигли только устья реки Самары. После заключения Белградского мирного договора и упразднения Днепровской флотилии 15 (26) октября 1739 года были разобраны. | [ 21 ] [ 48 ]               |
| Буйвол               | 44  | Сведений о размерах прамов не сохранилось | Сведений о размерах прамов не сохранилось | Брянская верфь | 1737/1738 | 1739  | Из-за трудных условий плавания на Днепре прамы в 1738 году были переведены в Киев, где использовались в качестве плавучих батарей. После заключения Белградского мирного договора и упразднения Днепровской флотилии 15 (26) октября 1739 года были разобраны.                              | [ 21 ] [ 48 ] [ 52 ] [ 53 ] |
| Медведь              | 44  | Сведений о размерах прамов не сохранилось | Сведений о размерах прамов не сохранилось | Брянская верфь | 1737/1738 | 1739  | Из-за трудных условий плавания на Днепре прамы в 1738 году были переведены в Киев, где использовались в качестве плавучих батарей. После заключения Белградского мирного договора и упразднения Днепровской флотилии 15 (26) октября 1739 года были разобраны.                              | [ 21 ] [ 48 ] [ 52 ] [ 53 ] |

## Прамы Каспийской флотилии
Для нужд Каспийской флотилии в 1735 году в Казани были заложены три 24-х пушечных прама, в состав флотилии эти суда не попали, поскольку перевода их в Астрахань не последовало. Все три прама были оставлены на хранение под навесами в Казани и к 1742 году сгнили.

## Полупрамы
В Российском императорском флоте полупрамы не получили широкого распространения и строились только для Балтийского флота. Так для нужд флота с 1773 по 1791 год было построено 6 судов данного типа, ещё три полупрама были переоборудованы из торговых судов.
| Наименование | Ор.                                                                                              | Размер                                                                                           | Ос.                                                                                              | Верфь                                                                                            | Мастер                                                                                           | Ввод | Вывод | История службы | Прим.                |
| ------------ | ------------------------------------------------------------------------------------------------ | ------------------------------------------------------------------------------------------------ | ------------------------------------------------------------------------------------------------ | ------------------------------------------------------------------------------------------------ | ------------------------------------------------------------------------------------------------ | ---- | ----- | --- | -------------------- |
| Леопард      | 16                                                                                               | 30,5 x 9,2                                                                                       | 1,8                                                                                              | Олонецкая верфь                                                                                  | М. Протопопов                                                                                    | 1773 | 1780  | С 1773 по 1780 стоял в Кронштадте. В 1778 году выходил в плавание к Красной Горке в составе эскадры и использовался для обучения экипажа. В 1780 году прам был разобран в Кронштадте. | [ 30 ] [ 55 ] [ 56 ] |
| Барс         | 10                                                                                               | 24,4 x 8,2                                                                                       | 2,9                                                                                              | Кронштадтская верфь                                                                              | не сохранилось                                                                                   | 1773 | 1778  | Сведений о плаваниях судна не сохранилось. В 1778 году полупрам был переоборудован в киленбалок. | [ 30 ] [ 56 ] [ 57 ] |
| Барс         | 26/34                                                                                            | 30,5 x 9,2                                                                                       | 2,2                                                                                              | Галерная верфь                                                                                   | не сохранилось                                                                                   | 1789 | 1790  | Принимал участие в войне со Швецией 1788—1790 годов. В составе эскадры вице-адмирала принца К. Нассау-Зигена участвовал в Первом Роченсальмском сражении. Зимовал на рейде во Фридрихсгаме. В составе отряда капитана 1-го ранга П. Б. Слизова принимал участие во Фридрихсгамском сражении. После четырёх часов боя весь боезапас был израсходован, а сам прам сильно поврежден. Судно было подожжено экипажем, однако после того как прам был оставлен экипажем, его заняли шведские войска, погасили пожар и взяли в качестве приза. | [ 30 ] [ 55 ] [ 56 ] |
| Леопард      | 26/34                                                                                            | 32,9 x 10,1                                                                                      | 2,1                                                                                              | Галерная верфь                                                                                   | не сохранилось                                                                                   | 1789 | 1790  | Принимал участие в войне со Швецией 1788—1790 годов. При переходе из Кронштадта во Фридрихсгам в июне 1789 года во время шквала потерял все мачты и был вынужден вернуться. После ремонта в июле того же года перешёл к Фридрихсгаму для усиления гребного флота. В составе эскадры вице-адмирала принца К. Нассау-Зигена участвовал в Первом Роченсальмском сражении. Зимовал на рейде во Фридрихсгаме. В составе отряда капитана 1 ранга П. Б. Слизова принимал участие во Фридрихсгамском сражении. После четырёх часов боя весь боезапас был израсходован, а сам прам сильно поврежден. Судно было подожжено экипажем, однако после того как прам был оставлен экипажем, его заняли шведские войска, погасили пожар и взяли в качестве приза. | [ 30 ] [ 55 ] [ 56 ] |
| Верблюд      | Сведений о размерах прамов, из вооружении, месте постройки и корабельных мастерах не сохранилось | Сведений о размерах прамов, из вооружении, месте постройки и корабельных мастерах не сохранилось | Сведений о размерах прамов, из вооружении, месте постройки и корабельных мастерах не сохранилось | Сведений о размерах прамов, из вооружении, месте постройки и корабельных мастерах не сохранилось | Сведений о размерах прамов, из вооружении, месте постройки и корабельных мастерах не сохранилось | 1790 | 1790  | Принимал участие в русско-шведской войне 1788—1790 годов. В мае 1790 года использовался для защиты Сестрорецка. В июне принимал участие в сражении при Биорке-зунде и преследовании шведского флота. Погиб во Втором Роченсальмском сражении 28 июня (9 июля) 1790 года. | [ 57 ]               |
| Лев          | Сведений о размерах прамов, из вооружении, месте постройки и корабельных мастерах не сохранилось | Сведений о размерах прамов, из вооружении, месте постройки и корабельных мастерах не сохранилось | Сведений о размерах прамов, из вооружении, месте постройки и корабельных мастерах не сохранилось | Сведений о размерах прамов, из вооружении, месте постройки и корабельных мастерах не сохранилось | Сведений о размерах прамов, из вооружении, месте постройки и корабельных мастерах не сохранилось | 1790 | 1790  | Принимал участие в русско-шведской войне 1788—1790 годов. В мае 1790 года использовался для защиты Сестрорецка. В июне принимал участие в сражении при Биорке-зунде и преследовании шведского флота. Погиб во Втором Роченсальмском сражении 28 июня (9 июля) 1790 года. | [ 57 ]               |
| Олонец       | 24/26                                                                                            | 33,6 x 10,1                                                                                      | 2,4                                                                                              | Лодейнопольская верфь                                                                            | не сохранилось                                                                                   | 1791 | 1803  | Сведений о плаваниях судна не сохранилось. В 1803 году полупрам был разобран. | [ 30 ] [ 56 ] [ 54 ] |
| Лев          | 26                                                                                               | 33,6 x 10,1                                                                                      | 2,4                                                                                              | Санкт-Петербургское адмиралтейство                                                               | А. И. Мелихов                                                                                    | 1791 | 1804  | Сведений о плаваниях полупрамов не сохранилось. В 1804 году оба полупрама были переоборудованы в магазины. | [ 30 ] [ 56 ] [ 54 ] |
| Тигр         | 26                                                                                               | 33,6 x 10,1                                                                                      | 2,4                                                                                              | Санкт-Петербургское адмиралтейство                                                               | А. И. Мелихов                                                                                    | 1791 | 1804  | Сведений о плаваниях полупрамов не сохранилось. В 1804 году оба полупрама были переоборудованы в магазины. | [ 30 ] [ 56 ] [ 54 ] |

### Комментарии
1. ↑  Прам № 1, «Ковчег Завета» или «Скиния завета».
2. ↑  Прам № 2 или «Ноев Ковчег».
3. ↑  Или «Boul».
4. ↑  Или «Oss».
5. 1 2 3  Прамы «Дикий бык» (или «Wilde Boul», или «Аурокс»), «Думкрат» и «Медведь» (или «Бер» от нем. bär — медведь) строились по одному проекту, тип «Дикий бык».
6. ↑  От нем. Elefant — слон.
7. 1 2  Прамы «Дикий бык» и «Медведь» строились по одному проекту, тип «Медведь».
8. 1 2  Прамы «Олифант» и «Дикий бык» строились по одному проекту, тип «Олифант» (от нем. Elefant — слон).
9. 1 2 3 4 5  Прамы «Дикий бык», «Сердоболь» и 3 «Олифанта» строились по одному проекту, тип «Олифант» (от нем. Elefant — слон). «Олифант» 1752 года постройки с 1759 года носил имя «Буйвол»
10. 1 2  Прамы «Гремящий» и «Лев» строились по одному проекту, тип «Гремящий». Последние суда данного класса, построенные в России.
11. 1 2 3 4 5 6 7 8 9  Прамы «Близко не подходи», «Гром и молния», «Дикий бык», «Небоязливый», «Разгневный», «Северный Медведь», «Сердитый», «Спящий Лев» и «Страшный» строились по одному проекту, тип «Близко не подходи».
12. 1 2 3 4 5 6  Прамы «Блоха», «Клоп», «Комар», «Овот», «Сверчок» и «Таракан» строились по одному проекту, тип «Блоха».
13. ↑  В списках судов флота используется наименование «Овот», в некоторых более поздних источниках встречается наименование «Овод».
14. 1 2 3 4 5  Прамы № 1 («Гектор»), № 2 («Парис»), № 3 («Лефеб»), № 4 («Елень»), № 5 («Троил») строились по одному проекту, тип «Гектор».
15. ↑  До 5 (16) мая 1770 года прам № 1.
16. ↑  До 5 (16) мая 1770 года прам № 2.
17. ↑  До 5 (16) мая 1770 года прам № 3.
18. ↑  До 5 (16) мая 1770 года прам № 4.
19. ↑  До 5 (16) мая 1770 года прам № 5.
20. ↑  В книге Ф. Ф. Веселаго «Список русских военных судов с 1668 по 1860 год» упоминается 5 прамов.
21. 1 2  В большинстве источников по истории флота прамы Днепровской флотилий «Буйвол» и «Медведь» фигурируют как 2 больших прама без названия.
22. ↑  Переоборудован из торгового судна.
23. ↑  Взяты в плен шведами.
24. ↑  Переоборудованы из торговых судов.
25. 1 2 3  Полупрамы «Олонец», «Лев» и «Тигр» строились по одному проекту, тип «Олонец».